# Typhlops caecatus
Typhlops caecatus este o specie de șerpi din genul Typhlops, familia Typhlopidae, descrisă de Jan 1864. Conform Catalogue of Life specia Typhlops caecatus nu are subspecii cunoscute.